# Evžen Rošický
Evžen Rošický (Olomouc, 15. listopada 1914. – Prag, 25. lipnja 1942.) bio je češki atletičar i novinar. Za vrijeme Drugog svjetskog rata on i njegov otac Jaroslav Rošický bili su sudionici protunacističke skupine Kapetan Nemo Češkog pokreta otpora. Evžen Rošický i njegov otac uhićeni su 18. lipnja 1942. i pogubljeni tjedan dana kasnije, 25. lipnja u Pragu.
Po njemu je nazvan stadion Evžena Rošického u Pragu.